# Mens sana in corpore sano
Mens sana in corpore sano latin közmondás. Jelentése „Ép testben ép lélek”.

## Eredete
A mondás a római költő Iuvenalis szatíráiból származó rövidített idézet.
Szatírák 10, 356: Orandum est, ut sit mens sana in corpore sano. Azért kellene imádkozni, hogy ép testben ép lélek legyen.
Iuvenalis eredetileg azokat a római polgárokat kívánta ostorozni, akik ostoba imádságokkal és kérésekkel fordultak isteneikhez. Úgy gondolta, hogy imádkozni legfeljebb testi és szellemi épségért érdemes. Mens sana in corpore sano értelme csak az imák és panaszok tartalmával és értelmével összefüggésben érthető teljesen. Szatirikusként nem azt állította tehát, hogy kizárólag egészséges testben lakhat egészséges lélek, hanem azt, hogy ez kívánatos lenne, mert gyakran találkozott ennek ellenkezőjével. Iuvenalis emellett még a korára (60-127) jellemző, sportolókat dicsőítő divatot is parodizál(hat)ta.

## Jelentése
Nem szabad a testünket elhanyagolni (slamposnak lenni), mert csak úgy nyugodhat meg az ember lelkileg. Inkább hallgassunk a közmondásra, hogy testileg és szellemileg is a topon legyünk.

## Fordítás
- Ez a szócikk részben vagy egészben  a   Mens sana in corpore sano című német Wikipédia-szócikk fordításán alapul.  Az eredeti cikk szerkesztőit annak laptörténete sorolja fel. Ez a jelzés csupán a megfogalmazás eredetét és a szerzői jogokat jelzi, nem szolgál a cikkben szereplő információk forrásmegjelöléseként.